# Filipijnse dikbekkraai
De Filipijnse dikbekkraai (Corvus philippinus, synoniem Corvus macrorhynchos) is een vogel uit de familie Corvidae (kraaien). Eerder werd deze vogel beschouwd als een ondersoort van de dikbekkraai (C. macrorhynchos).

## Verspreiding en leefgebied
Deze soort komt voor op de Filipijnen.